# L'Homme qui sauva le monde, le retour
Série
Turkish Star Wars
(1982)
Pour plus de détails, voir Fiche technique et Distribution.
L'Homme qui sauva le monde, le retour (Dünyayı Kurtaran Adam'in Oğlu, trad. litt., également connu sous le nom de Turkish Star Wars 2) est un film turc comique de science-fiction réalisé par Kartal Tibet et sorti en 2006.
Il fait suite au nanar populaire Turkish Star Wars (Dünyayı Kurtaran Adam) de Cetin Inanç, sorti en 1982.

## Distribution
- Cüneyt Arkın : Murat
- Haldun Boysan (en) : Kazu
- Berda Ceyhan : BC13
- Veysel Diker (tr) : Doktor
- Mehmet Ali Erbil (en) : Captain Kartal / Zaldabar, fils de Murat
- Ali Erkazan (tr) : Kazancı Cemal
- Didem Erol (en) : Caroline
- Ayşen Gruda : Safiye Ana
- Egemen Gunes : Ozi
- Bayazit Gülercan : Président Orion
- Burak Hakkı : Gökmen
- İsmail İncekara (tr) : Dogibus
- Burcu Kara (en) : Princesse Maya
- Günay Karacaoğlu (en) : Teorik Tugce
- Alp Kırşan (en) : Spoth
- Deniz Seki (de) : Gonca
- Pascal Nouma : Çelik
- Jennifer Şebnem Schaefer (en) : Zaldabar'ın Kızı
- Sinem Kobal (en) : Bianca
- Burak Sergen (en) : Uga